# 毛章彥
毛章彦（？—？），字學聖，号好吾，廣西平樂府富川縣人，明朝政治人物。同进士出身。

## 生平
九月二十六日生，治礼记。萬曆二十二年（1594年）甲午科廣西乡试第四十四名举人，二十三年（1595年）乙未科會試第二百九十三名，廷試三甲第一百九十七名进士，都察院觀政，二十四年十一月丁父憂，二十七年授大理寺左評事，歴官寺副、寺正，三十四年升刑部郎中。三十六年十一月升任四川右參政，升雲南左參政。四十年七月升贵州按察使。四十一年拾遺去職。

## 家族
曾祖毛景纯。祖毛自如。父毛文翠。母唐氏。严侍下。娶周氏，继娶蒲氏。子鸣庭、鸣朝、鸣墀、鸣陛、鸣翰。